# Oliarellus fulva
Oliarellus fulva är en insektsart som först beskrevs av Kusnezov 1935.  Oliarellus fulva ingår i släktet Oliarellus och familjen kilstritar. Inga underarter finns listade i Catalogue of Life.